# Thinempis minuta
Thinempis minuta är en tvåvingeart som beskrevs av Daniel J. Bickel 1996. Thinempis minuta ingår i släktet Thinempis och familjen dansflugor. Inga underarter finns listade i Catalogue of Life.